# Йонка, Йонек і Клякс
Йонка, Йонек і Клякс (пол. Jonka, Jonek i Kleks) — герої серії коміксів для дітей і молоді польської художниці Шарлоти Павель. Всі троє є добрими друзями: підлітки Йонек і Йонка і фантастична істота Клякс, яка має природу чорнила (яке і використовує як їжу).
Перша історія про Йонку, Йонека і Клякса з'явилася на сторінках молодіжного журналу Świata Młodych («Світ молоді») 14 травня 1974 року.

## Тематика
Друзі Йонка, Йонек і Клякс беруть участь у багатьох захоплюючих, яскравих і сюрреалістичних пригодах, які зазвичай розпочинаються з певних пустощів Клякса. Приваблені пригодами і веселощами, його друзі охоче вириваються з сірого повсякдення життя. У своїх пригодах вони зустрічають різних цікавих і часто магічних створінь.

## Видання
В колишньому СРСР в 1989 році було видано один окремий альбом під назвою «Викрадення принцеси» (російською мовою).